# توكسول
توكسول هو مركب عضوي سام ينتمي إلى مشتقات البنزوفيوران (Benzofuran)، وصيغته الكيميائية هي C13H14O3. يوجد هذا المركب طبيعيًا في بعض النباتات مثل Aplopappus heterophyllus   وWerneria ciliolata. يتميز توكسول بخصائص سامة ويشبه كيميائيًا مركب التريمتون (tremetone).

## توكسول كمكمل بيطري
توكسول هو أيضًا اسم منتج بيطري يُستخدم كمكمل غذائي لدعم صحة الكبد والكلى في الطيور والدواجن. يحتوي هذا المنتج عادةً على مكونات مثل:
- ثلاثي كولين سترات (Tricholine citrate)
- ميثيونين (Methionine)
- إينوزيتول (Inositol)
- فيتامين ب12
- مستخلص الكبد
- هيدروليزات البروتين

يُستخدم توكسول لتحسين وظائف الكبد، وحماية الطيور من السموم مثل السموم الفطرية (Mycotoxins)، وتحسين استقلاب المواد الغذائية، وكذلك لدعم الصحة العامة والإنتاجية في الدواجن. يُعطى عادةً بجرعات تتراوح بين 5 إلى 20 مل لكل 100 طائر حسب الحاجة.